# Eueides michaeli
Eueides michaeli är en fjärilsart som beskrevs av Jose Francisco Zikán 1937. Eueides michaeli ingår i släktet Eueides och familjen praktfjärilar. Inga underarter finns listade i Catalogue of Life.